# Sakura Miyawaki
Pour les articles homonymes, voir Miyawaki.
Sakura Miyawaki (宮脇 咲良, Miyawaki Sakura, en coréen : 미야와키 사쿠라) est une chanteuse et mannequin japonaise née le 19 mars 1998. Elle est connue pour avoir été membre de la première génération du groupe d'idoles japonaises AKB48 et HKT48 et du groupe de filles nippo-sud-coréen Iz*One. En 2022, elle devient membre du groupe sud-coréen Le Sserafim sous le label Source Music.

## Biographie
Jeune, Sakura Miyawaki rejoint Nuts Production en tant qu'enfant acteur. En 2008, elle apparaît dans une comédie musicale du Roi Lion de la Shiki Theatre Company en tant que jeune Nala.
En 2010, elle participe à The Broadway Experience à New York, où elle reçoit des cours de danse, de chant et d'acteur de la part des acteurs et chorégraphes musicaux de Broadway pendant une semaine.
Sakura Miyawaki intègre la première génération de HKT48 en juin 2011. Elle fait ses débuts le 26 octobre 2011 au HKT48 Theater. Elle est promue dans la team H dès mars 2012 puis sera transférée dans la team KIV le 11 janvier 2014. Plus tard, lors du AKB48's Group Grand Reformation Festival, Sakura est promue vice-capitaine de la team KIV d'HKT48 et obtient une place au sein de la team A d'AKB48 jusqu'en 2017.
Elle publie son premier photobook chez Shūeisha en juillet 2015. Il atteint la première place du classement hebdomadaire des photobooks et la troisième place du classement général des livres sur Oricon.

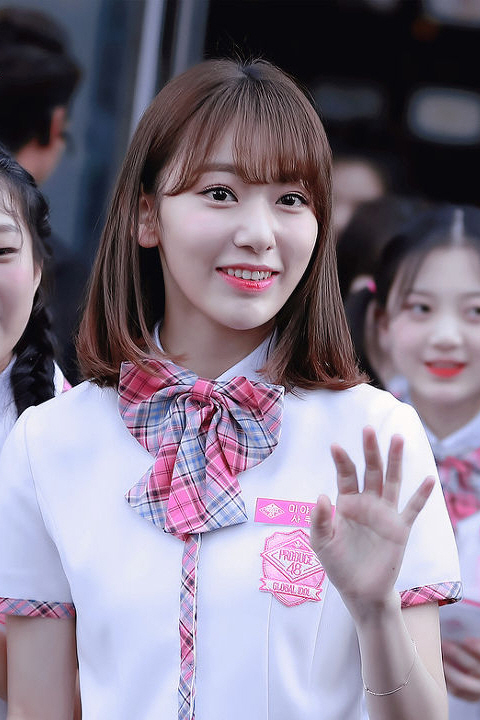
Sakura Miyawaki sur Produce 48 en mai 2018.

En 2018, Sakura Miyawaki participe à l'émission télévisée Produce 48 et est choisie comme chanteuse centrale pour la représentation de la chanson thème Nekkoya. Elle se classe deuxième et fait ses débuts le 29 octobre 2018 en tant que membre d'Iz*One. Tout comme les deux autres membres japonais du groupe, elle met en pause ses activités au sein de son groupe japonais jusqu'à l'expiration de son contrat avec Iz*One en avril 2021.
Elle a également lancé sa propre chaîne de jeux vidéo sur YouTube.
Le 15 mai 2021, lors d'un live organisé pour célébrer la sortie du 14e single d'HKT48, Sakura fait son retour au sein du groupe et annonce en même temps son départ de celui-ci avec un concert final prévu le 19 juin. Pour marquer la fin de ses 10 années d'activités au sein d'HKT48, elle publiera un nouveau photobook intitulé SAKURA MIYAWAKI “Graduation Visual Booklet” où elle se sera personnellement impliquée dans la production.
Début juillet, Sakura lance une seconde chaîne Youtube pour du contenu plus divers dont la gestion et la production seront assurées par Capable Tokyo.
En septembre, Sakura annonce sortir sa propre marque de cosmétiques appelée « Cran by Molak » pour laquelle elle a contribué à la création des produits et emballages.
Le 14 mars 2022, il est officiellement annoncé que Sakura a signé un contrat exclusif avec Source Music et qu'elle débutera dans le nouveau groupe de filles de l'agence en coopération avec Hybe. Peu après, il est révélé que Sakura a également signé un contrat avec l'agence A.M. Entertainment dans le cadre de ses activités personnelles au Japon. Le 3 avril, elle est la première membre du groupe Le Sserafim à être dévoilée.

## Endossements
Depuis fin 2019, Sakura est l'ambassadrice et le modèle principal de la marque de lentilles de contact Molak.
Le 25 mai 2021, la marque de produits capillaires Kerastase a révélé que Sakura a été choisie comme nouvelle égérie japonaise de sa gamme Blond Absolu. Le 20 juin de la même année, elle est annoncée comme ambassadrice de la marque chinoise de cosmétiques FlowerKnows connue pour ses designs accrocheurs.
À partir d'avril 2022, Sakura devient pour une durée d'un an égérie de la marque japonaise de vêtements Lily Brown, ainsi que de la maison de luxe Louis Vuitton,. 

## Placements aux AKB48 Senbatsu General Election
| Année | Édition     | Single d'AKB48                   | Rang | Source |
| ----- | ----------- | -------------------------------- | ---- | ------ |
| 2012  | 4e édition  | Gingham Check                    | #47  | [ 21 ] |
| 2013  | 5e édition  | Koi Suru Fortune Cookie          | #26  | [ 22 ] |
| 2014  | 6e édition  | Kokoro no Placard                | #11  | [ 23 ] |
| 2015  | 7e édition  | Halloween Night                  | #7   | [ 24 ] |
| 2016  | 8e édition  | Love Trip / Shiawase o Wakenasai | #6   | [ 25 ] |
| 2017  | 9e édition  | #SukiNanda                       | #4   | [ 26 ] |
| 2018  | 10e édition | Sentimental Train                | #3   | [ 27 ] |

## Discographie

### Titres solos
- 2015 : Kanojo (彼女?)
- 2016 : Yume de Kiss me! (夢でKiss me!?)
- 2021 : Omoide ni suru ni wa mada hayasugiru (思い出にするにはまだ早すぎる?)

### Crédits musicaux
| Année | Titre                                         | Artiste     | Album          | Paroles | Musique |
| ----- | --------------------------------------------- | ----------- | -------------- | ------- | ------- |
| 2019  | Love Bubble                                   | Iz*One      | Vampire        | ✔️      | ❌      |
| 2020  | With*One                                      | Iz*One      | Oneiric Diary  | ✔️      | ❌      |
| 2020  | Secret Story of the Swan (Japanese Ver.)      | Iz*One      | Oneiric Diary  | ✔️      | ❌      |
| 2020  | Yummy Summer                                  | Iz*One      | Twelve         | ✔️      | ✔️      |
| 2020  | Fiesta (Japanese Ver.)                        | Iz*One      | Twelve         | ✔️      | ❌      |
| 2021  | Zuttomo Anken (ズッ友案件)                    | =Love       | Weekend Citron | ✔️      | ❌      |
| 2022  | Good Parts (When the Quality Is Bad but I Am) | Le Sserafim | Antifragile    | ✔️      | ✔️      |

## Filmographie

### Films
| Année | Titre | Rôle     | Source | Remarques |
| ----- | ----- | -------- | ------ | --------- |
| 2019  | Diner | Serveuse | [ 30 ] | Cameo     |

### Séries télévisées
| Année     | Titre                                        | Rôle                              | Réseau                        | Source | Remarques                          |
| --------- | -------------------------------------------- | --------------------------------- | ----------------------------- | ------ | ---------------------------------- |
| 2012      | Ano Hito no Ano Salut                        | Nazuna Imagawa                    | NHK TV générale               | [ 31 ] | Film de télévision                 |
| 2013      | Himitsu                                      | Mari                              | FBS                           | [ 32 ] | Film de télévision                 |
| 2015      | Majisuka Gakuen 4                            | Sakura Miyawaki                   | NTV                           |        | Rôle principal                     |
| 2015      | Majisuka Gakuen 5                            | Sakura Miyawaki                   | NTV, Hulu                     |        | Rôle principal                     |
| 2015      | AKB Horror Night: Adrenaline's Night         | Juri                              | TV Asahi                      |        | Épisode 5: " Doppelgänger "        |
| 2015      | Majisuka Gakuen 0                            | Sakura Miyawaki                   | NTV, Hulu                     |        | Film de télévision; rôle principal |
| 2016      | Crow's Blood                                 | Maki Togawa                       | Hulu                          | [ 33 ] | Rôle principal                     |
| 2016      | AKB Love Night: usine d'amour                | Nao                               | TV Asahi                      |        | Episode 29: "Rideau Guruguru"      |
| 2016      | Doctor-Y: Surgeon Hideki Kaji                | Haruka Mifune                     | au VidéoPass , TV Asahi douga | [ 34 ] | Webdrama                           |
| 2016      | The Hero Yoshihiko and the Seven Chosen Ones | Membre du groupe d'idole scolaire | TV Tokyo                      | [ 35 ] | Episode 9                          |
| 2016-2017 | Cabasuka Gakuen                              | Sakura Miyawaki / Same            | NTV                           |        | Rôle principal                     |
| 2017      | Tofu Pro-Lutte                               | Sakura Miyawaki / Cerise Miyawaki | TV Asahi                      |        | Rôle principal                     |
| 2018      | Shanghai Love Map                            | Elle-même                         | iQiyi                         | ,      | Webdrama chinois; épisode 5        |